# Theodor Ratzenberger
Theodor Ratzenberger (Großbreitenbach, Turíngia, 1840 - Wiesbaden, 1879) fou un pianista alemany. Va ser alumne de Liszt, pianista de cambra dels prínceps de Schwarzburg-Sondershausen, visqué a Lausana de 1864 a 1868, i després fou nomenat director del Singvereim de Dusseldorf. Va publicar obres per a piano i cançons. Un altre músic del mateix nom, nat a Friedrichsdorf (Turíngia) el 1816 i mort a Verey el febrer de 1902. El seu fill fou també músic i dirigí la banda municipal d'aquesta població.